# فرد بارون (منتج أفلام)
فرد بارون (بالإنجليزية: Fred Baron)‏ هو منتج أفلام أمريكي، ولد في 1954.

## وصلات خارجية
- فرد بارون على موقع IMDb (الإنجليزية)
- فرد بارون على موقع قاعدة بيانات الفيلم (الإنجليزية)